# Roskilde
Roskilde [rosgile] je dánské město, ležící na ostrově Sjælland 35 km západně od Kodaně, při jv. konci Roskildského fjordu. Roskilde, v němž na ploše 81 km2 žije 53 354 obyvatel (2025), je obytné a univerzitní středisko Kodaně. V 11.–15. století bylo sídelním městem dánských králů. Dne 26. února 1658 zde byl uzavřen Roskildský mír, kterým Dánsko muselo postoupit Švédsku Skåne a další území. Nejvýznamnější památkou Roskilde je cihlová katedrála sv. Lukáše, započatá kolem roku 1170, která se od 15. století stala tradičním pohřebním místem dánských králů. Celkem je v Roskilde pohřbeno 22 dánských panovníků od Haralda Modrozuba přes Markétu I. až po Frederika IX., nadto ještě 17 královských manželek.
Roskilde je též univerzitním městem. Nachází se zde Roskilde Universitetscenter, známé mezi studenty jako RUC. Tato univerzita byla založena roku 1972. Je možné zde studovat bakalářské, magisterské i doktorské programy. Nachází se zde i muzeum vikinských lodí.

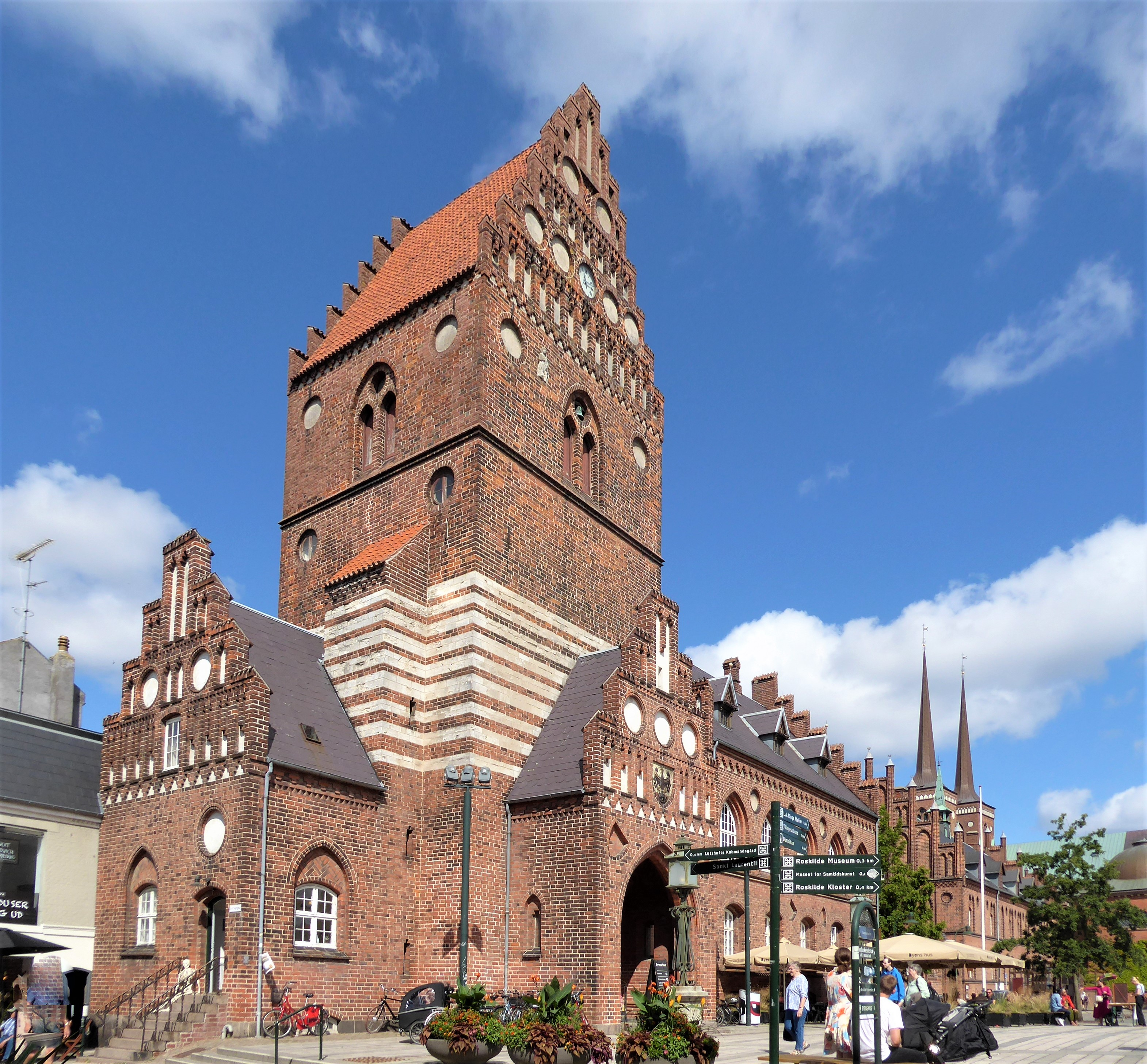
Budova původní radnice

## Roskilde Festival
Ve světě Roskilde proslavil především každoroční Roskilde Festival, největší hudební festival v severní Evropě. Ten se pravidelně koná na začátku července již od roku 1971. Zatím poslední ročník s účastí 110 000 účastníků se konal v roce 2006 na celkové ploše 1 266 150 metrů čtverečních. Festival je výjimečný i tím, že je postaven na práci dobrovolníků – pořádající Společnost Roskildského festivalu (the Roskilde Festival Society) má pouhých 20 stálých zaměstnanců, zato 300 stálých dobrovolníků a v průběhu roku se v jejích řadách vystřídá na 22 000 dobrovolných pracovníků celkem. 8denní lístek na festival stojí 200 eur, přičemž v ceně je zahrnuto vstupné na všech 7 stage, parkovné, poplatky za kempování a vstup na všechny události pořádané v rámci Roskilde festivalu. Festivalu se účastní kapely a performeři z celého světa. V roce 1978 zde byl Bob Marley, o několik let později Talking Heads, U2 i Nirvana.

## Partnerská města
- Nanortalik, Grónsko